# Cunningham C4-R

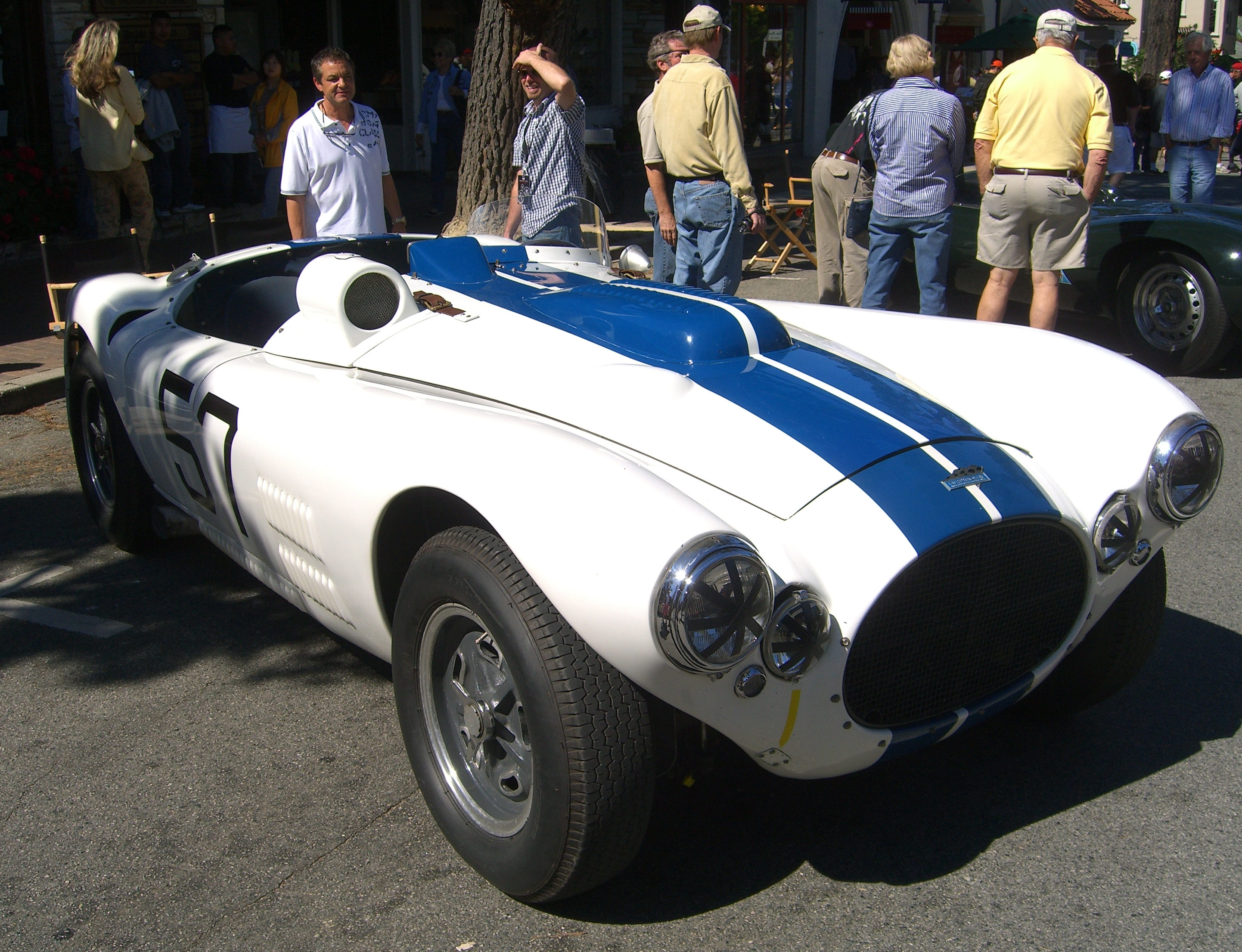
Cunningham C4-R

Der Cunningham C4-R war ein Sportwagen, der 1952 für das Rennteam von Briggs Cunningham entwickelt wurde.

## Entwicklungsgeschichte
Der C4-R war das Nachfolgemodell des C2-R, mit dem Briggs Cunningham 1951 in Le Mans an den Start gegangen war. Vom C4-R wurden drei Fahrgestelle gebaut, zwei Spyder und ein Coupé. Angetrieben wurden die Fahrzeuge von einem 5,5-Liter-Chrysler-V8-Motor.

## Renngeschichte
Von allen bei Cunningham gebauten Rennwagen war der C4-R der erfolgreichste. Bei 51 Rennstarts wurden 12 Siege eingefahren; 26-mal endeten Rennen mit einer Platzierung am Podium. Dazu kamen acht Klassensiege. Zum ersten Mal gefahren wurden der Rennwagentyp 1952 beim SCCA-Meisterschaftslauf in Bridgehampton. Phil Walters fiel wegen eines defekten Auspuffs aus. Das 24-Stunden-Rennen von Le Mans 1952 beendeten Briggs Cunningham und Bill Spear an der vierten Stelle der Gesamtwertung und feierten den Sieg in der Klasse für Rennwagen über 5-Liter-Hubraum.
Den ersten Rennsieg holte im September 1952 John Fitch beim 200-Meilen-Rennen von Elkhart Lake. Fitch war der Fahrer mit den meisten Siegen im C4-R. Insgesamt feierte er sieben Erfolge mit diesem Modell.
Wichtigster und bedeutendster Gesamtsieg war der Erfolg von Fitch und Walters beim 12-Stunden-Rennen von Sebring 1953, dem ersten Sportwagen-Weltmeisterschaftslauf der Motorsportgeschichte. Erwähnenswert sind auch die dritten Endränge beim 12-Stunden-Rennen von Reims 1953 und dem 24-Stunden-Rennen von Le Mans im Jahr darauf.